# تمثال ميرت آمون
تمثال ميرت آمون هو تمثال يقع في مدينة أخميم في محافظة سوهاج، مصر وهو أكبر تمثال يخص امرأة في مصر. يشتهر بين أهالي المنطقة بتمثال العروسة. يبلغ ارتفاع التمثال 12 مترًا ووزنه 31 طنًا.

## التاريخ
أكتشف التمثال في عام 1981 بجوار منطقة الكوم أسفل المقابر القديمة، أثناء الحفر لبناء معهد دينى، وتم تجميعه بعد أن عثر علية متناثر الاجزاء.